# Olšovec
Olšovec (deutsch Olspitz) ist eine Gemeinde in Tschechien. Sie liegt fünf Kilometer nördlich von Hranice und gehört zum Okres Přerov.

## Geographie
Olšovec befindet sich am südlichen Fuße der Oderberge am Bach Mraznice (Grundbach) in der Olšovecká kotlina (Olspitzer Becken). Im Norden erhebt sich der Okrouhlík (502 m). Östlich des Dorfes liegt die Mährische Pforte. Südlich von Olšovec führt die Trasse der Autobahn D 1 / E 462 von Lipník nad Bečvou durch die Mährische Pforte nach Bělotín vorbei, die im Jahre 2008 bis zur Mährischen Pforte für den Verkehr freigegeben werden soll. Olšovec wird dann direkt über die Abfahrt Hranice erreichbar.
Nachbarorte sind Partutovice im Norden, Střítež nad Ludinou und Podevsí im Nordosten, Bělotín im Osten, Velká im Süden, Hrabůvka im Südwesten, Lhotka und Radíkov im Westen sowie Boňkov im Nordwesten.

## Geschichte
Archäologische Funde weisen auf eine ursprüngliche Besiedlung der Gegend seit der Altsteinzeit hin.
Im 13. und 14. Jahrhundert erfolgte die Kolonisation der Gebiete nördlich und nordöstlich von Hranice durch die Benediktinerabtei Rajhrad.
Einige der zu dieser Zeit gegründeten Dörfer erloschen bis zum 16. Jahrhundert wieder.
Zu diesen Orten gehörte auch Šovejda. Nach der Gründung des Dorfes war es zur Herrschaft Hranice zugehörig, deren Besitzer für knapp 300 Jahre das Kloster Hradisko war. Durch die Lasten des böhmisch-ungarischen Krieges von 1468 bis 1471 war das Kloster in finanzielle Not geraten und musste die Herrschaft Hranice verpfänden. 1499 kaufte sie Wilhelm II. von Pernstein, beim Eintrag in der Landtafel wurde auch das Dorf Šovejda genannt. Wenig später muss es erloschen sein, im Steuerregister von 1516 wurde es als wüst erwähnt. In diesem Verzeichnis findet sich erstmals das Dorf Olšovec mit 14 Siedlerstellen. Der größte Teil der Fluren von Šovejda gehörte mit fünfeinhalb Hufen und einer Wiese zu diesem Zeitpunkt zu Olšovec. Johann von Pernstein gestattete 1540 den Bewohnern von Olšovec den Erwerb ihrer Felder auf den Fluren von Šovejda. In dem kleinen Tal südöstlich von Olšovec in Richtung Velká, wo sich früher Šovejda befand, wurden zwei kleinere herrschaftliche Fischteiche angelegt, die im 17. Jahrhundert aufgegeben wurden. Während der Herrschaft Johanns von Pernstein hielt die Reformation Einzug und in Weißkirchen und den umliegenden Dörfer verbreiteten sich die Lehre der deutschen Reformation.
1547 später veräußerte Johann von Pernstein die Herrschaft Weißkirchen an Wenzel Haugwitz von Biskupitz. Dieser überließ den Besitz 1553 an Jan Kropáč von Nevědomí. Kropáč gestattete den Brüdern 1559 den Bau einer Pfarrkirche in Weißkirchen. Im selben Jahre erwarb die Brüdergemeine von Weißkirchen des Ortes und errichtete auf einem Teil der Felde ihren Totengarten, der 1568 erweitert wurde. Jan Kropáč Tochter und Erbin Anna heiratete nach dem Tode ihres Gatten Jan von Kunovice Johann den Jüngeren von Zerotein. Ihm folgte Dietrich von Kunowitz, der die Herrschaft im Jahre 1600 im Zuge eines Tausches an Zdeněk von Pottenstein und Žampach übergab. Zwischen 1610 und 1612 war Karl Berger von Berg der Besitzer. Ihm folgte Václav Mol von Modřelice. Dessen Güter wurden nach der Schlacht am Weißen Berg 1621 konfisziert und im darauf folgenden Jahre an Kardinal Franz Xaver von Dietrichstein verkauft. Das Geschlecht Dietrichstein blieb bis ins 20. Jahrhundert Besitzer der Güter.
Nach der Aufhebung der Patrimonialherrschaften wurde Olšovec 1850 zu selbstständigen Gemeinde in der Bezirkshauptmannschaft Mährisch Weißkirchen. 1902 eröffnete August Janeček den Steinbruch, in dem später bis zu 100 Menschen arbeiteten. 1942 wurde der Steinbruch Janeček stillgelegt und nach dem Zweiten Weltkrieg 1945 als Teil der Farbfabrik Zlín, später Svit wieder aufgenommen. Wegen schlechter Qualität des Gesteins erfolgte am 1. Oktober 1964 die Betriebseinstellung. Das Gelände diente danach als Umschlagplatz und für die Asphaltproduktion. Nach einem Brand der noch aus dem Jahre 1912 stammenden hölzernen Betriebsgebäude wurde der Standort 1966 aufgegeben und das Gelände bewaldete wieder. Der abgesoffene Steinbruch wird heute als Badesee genutzt. Am 13. Oktober 1944 wurden auf den südlichen Teil der Wüstung Šovejda 16 Fliegerbomben abgeworfen, deren Ziel das anderthalb Kilometer südliche Gelände des Bahnhofes von Hranice gewesen sein dürfte. Nach dem Zweiten Weltkrieg wurde die Gemeinde Boňkov nach Olšovec eingemeindet.
Im Zuge der Gebietsreform von 1960 und der Auflösung des Okres Hranice wurde Olšovec zum 1. Januar 1961 dem Okres Přerov zugeordnet.
Am 1. Mai 1976 wurde Olšovec nach Hranice eingemeindet und bildete dort den Stadtteil Hranice X-Olšovec. Im Jahre 1991 erhielt Olšovec seine Eigenständigkeit zurück. Seit 1998 führt die Gemeinde Olšovec ein Wappen und Banner.

## Gemeindegliederung
Die Gemeinde Olšovec besteht aus den Ortsteilen Boňkov (Punkendorf) und Olšovec (Olspitz) sowie der Einschicht Podlesný Mlýn.

## Sehenswürdigkeiten
- Steinbruchsee Olšovec, nördlich des Dorfes
- Ruine der Burg Puchart bei Boňkov, die 1318 als Besitz des Záviš von Potštát erstmals nachweisbare Burg erlosch wahrscheinlich im Zuge der Besetzung Potštáts durch Prokop von Mähren im Jahre 1394
- gemauerter Glockenturm aus dem Jahre 1717
- Marienkapelle, errichtet im 18. Jahrhundert
- barockes Marterl
- steinernes Kruzifix
- Gedenkstein für die Opfer des Ersten Weltkrieges mit Büste von T. G. Masaryk
- hölzerner Glockenturm in Boňkov
- Kapelle der hl. Dreifaltigkeit in Boňkov